# 이로 (가수)
이로(본명: 김가빈, 1989년 9월 18일~ )는 대한민국의 가수로, 2NB와 블레이디의 前 멤버이다. 현재는 이로(IRO)라는 예명으로 활동중이다.

## 학력
- 구서여자중학교[출처 필요] (졸업)
- 영산고등학교[출처 필요] (전학)
- 일산국제컨벤션고등학교[출처 필요] (졸업)
- 호원대학교 실용음악과 (학사)

## 음반활동

### 싱글 음반
| 종류 | 앨범 정보                                                   | 트랙 리스트                                                               |
| ---- | ----------------------------------------------------------- | ------------------------------------------------------------------------- |
| 1    | 《사랑이 고프다》 - 발매일: 2009년 3월 26일                 | 1. 사랑이 고프다 2. 여자 (New Vocal Ver.) 3. 사랑이 고프다(Soft Ver.)     |
| 2    | 《어쩌면 기적이 일어날지도 몰라》 - 발매일: 2012년 5월 25일 | 1. 어쩌면 기적이 일어날지도 몰라 2. 어쩌면 기적이 일어날지도 몰라 (Inst.) |
| 3    | 《어떻게 사니》 - 발매일: 2012년 6월 19일                   | 1. 어떻게 사니 2. 어떻게 사니 (Inst.)                                     |

### O.S.T
- 2008년 7월 16일 《대한민국 변호사 OST》 - 여자
- 2009년 4월 15일《내조의 여왕 OST》 - 가슴이아파서[2]
- 2010년 10월 25일 《역전의 여왕 OST》 - 말하지못한말
- 2013년 6월 20일 《홀리 OST》 - 샤랄라
- 2019년 2월 18일 《동네변호사 조들호 2: 죄와 벌 OST》 - Lost Star[3]
- 2019년 11월 2일 《배가본드 OST》 - 물들어가[4]

## 출연

### 텔레비전 프로그램
| 연도   | 채널 | 프로그램 명  | 출연 멤버 | 비고   |
| ------ | ---- | ------------ | --------- | ------ |
| 2013년 | JTBC | 《히든싱어》 | 김송이    | 출연자 |

## 수상
- 2005년 친친 청소년 가요제 - Mnet 사장상